# 鳥居站
鳥居站（日语：／ Torii eki */?）是位於愛知縣新城市有海字島17號，東海旅客鐵道（JR東海）的飯田線車站。
車站名稱取名車站周邊曾經發生「長篠之戰」之際，鮮為人知的鳥居強右衛門。

## 歷史
- 1923年（大正12年）2月1日 - 鳳來寺鐵道車站啟用[2]。
- 1943年（昭和18年）8月1日 - 鳳來寺鐵道被國有化，成為飯田線的一部分[2][3]。
- 1961年（昭和36年）9月1日 - 結束車載貨物起卸業務[2]。
- 1963年（昭和38年）5月16日 - 成為業務委託車站[4]。
- 1971年（昭和46年）12月1日 - 結束小型貨物起卸業務，終止貨物營業[2]。結束行李起卸業務[2]。成為無人車站[5]。
- 1987年（昭和62年）4月1日 - 伴隨國鐵分割民營化，車站由東海旅客鐵道（JR東海）營運[2][3]。
- 1996年（平成8年）12月21日 - 翻新車站大樓[6]。

## 車站構造
車站是一座地面車站，設有1面1線單式月台。豐橋方向和本長篠方向同一月台。
在月台上設有候車室。在1997年前，此站設有木造車站大樓。在1971年起成為無人車站，由豐川站管理。

## 車站周邊
- 國道151號（日语：国道151号）
- 牛淵橋

## 相鄰車站
東海旅客鐵道（JR東海）
 飯田線
■快速
通過
■普通
大海－鳥居－長篠城

## 注腳
1. ↑  JR東海移動等便利化取組報告書
2. 1 2 3 4 5 6  石野哲（編）. . JTB. 1998: 99頁. ISBN 978-4-533-02980-6 （日语）.
3. 1 2  曾根悟（監修）. 朝日新聞出版分冊百科編集部（編集） , 编. . 週刊 歴史でめぐる鉄道全路線 国鉄・JR (朝日新聞出版). 2009-07-26, (3): 15–17 （日语）.
4. ↑  櫻丘博物館（編）. . 櫻丘博物館. 2003: 100頁 （日语）.
5. ↑  『飯田線展』、101頁
6. ↑  東海旅客鉄道飯田支店（監修）. . 新葉社. 2005: 144頁 （日语）.
7. ↑  川島令三. . 第4巻 塩尻駅-名古屋東部. 講談社. 2010: 34頁（配線圖）、75頁. ISBN 978-4-06-270064-1.。方角的配線圖與實際地圖比較對照。
8. 1 2  笠原香・塚本雅啓. . 大正出版. 2007: 96頁. ISBN 978-4-8117-0657-3 （日语）.
9. ↑  東海旅客鉄道（編）. . 東海旅客鉄道. 2007: 732・733頁 （日语）.